# Bistum Myitkyina
Das Bistum Myitkyina (lat.: Dioecesis Myitkyinaensis) ist eine in Myanmar gelegene römisch-katholische Diözese mit Sitz in Myitkyina. 

## Geschichte
Das Bistum Myitkyina wurde am 5. Januar 1939 durch Papst Pius XI. aus Gebietsabtretungen des Apostolischen Vikariates Nord-Burma als Apostolische Präfektur Myitkyina errichtet. Am 21. Februar 1961 wurde die Apostolische Präfektur Myitkyina durch Papst Johannes XXIII. mit der Apostolischen Konstitution Quod sacrum zum Bistum erhoben und dem Erzbistum Mandalay als Suffraganbistum unterstellt. Das Bistum Myitkyina gab am 28. August 2006 Teile seines Territoriums zur Gründung des Bistums Banmaw ab.

## Ordinarien

### Apostolische Präfekten von Myitkyina
- Patrizio Usher SSCME, 1939–1958
- John James Howe SSCME, 1959–1961

### Bischöfe von Myitkyina
- John James Howe SSCME, 1961–1976
- Paul Zingtung Grawng, 1976–2003, dann Erzbischof von Mandalay
- Francis Daw Tang, 2004–2020
- John Mung-ngawn La Sam MF, seit 2024

## Siehe auch

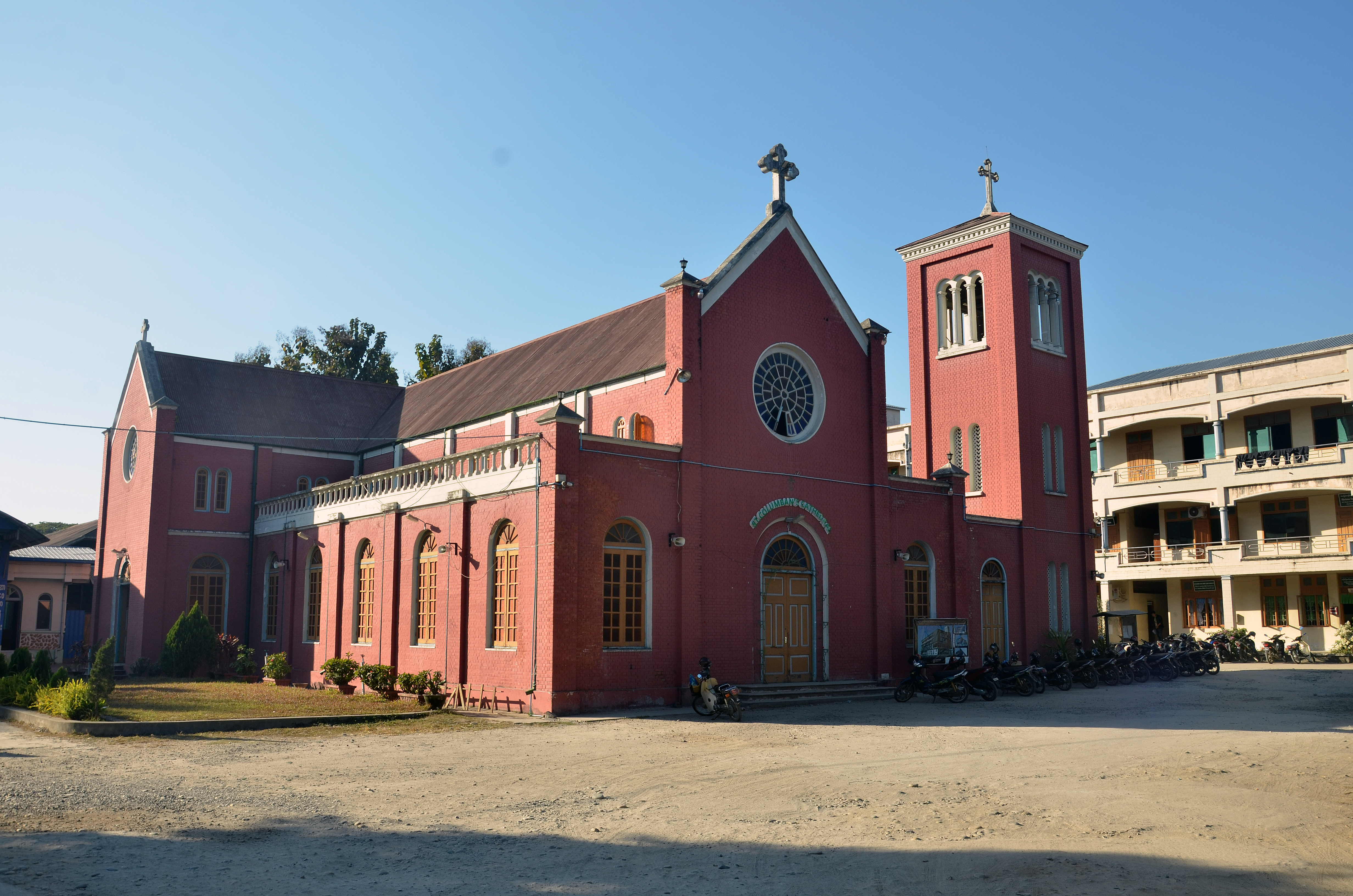
Myitkyina Kathedrale